# Новий Енхелук
Новий Енхелук (рос. Новый Энхэлук) — селище Кабанського району, Бурятії Росії. Входить до складу Сільського поселення Сухінське.
Населення — 172 особи (2015 рік).